# Abida partioti
Abida partioti is een slakkensoort uit de familie van de Chondrinidae. De wetenschappelijke naam van de soort is voor het eerst geldig gepubliceerd in 1848 door Saint-Simon.